# Køkkengrevinden
Køkkengrevinden er en tysk stumfilm fra 1918 af Rudolf Biebrach.

## Medvirkende
- Henny Porten som Gräfin Gyllenhand / Karoline Blume
- Heinrich Schroth
- Martin Lübbert
- Ernst Hofmann
- Biensfeldt som Fürst